# Parola di sicurezza
La parola di sicurezza (in inglese safeword) è una parola convenzionale, che pronunciata nel corso di un rituale o di una scena BDSM ha come conseguenza l'immediata cessazione dell'azione. In questo modo il sub ha la garanzia che in ogni caso saranno rispettati i suoi limiti fisici e morali.
La scelta della parola di sicurezza è parte del gioco e di norma viene decisa insieme, tenendo conto che necessariamente non deve essere una parola usata comunemente per esprimere dolore, paura, compassione, ecc... e quindi si eviteranno parole come: "basta", "pietà", "perdono", "mi fai male", "aiuto", ecc. La parola scelta è preferibilmente corta e facile da ricordare. Alcuni usano i colori "rosso" (parola di sicurezza), "giallo" (richiesta di rallentare), "verde" (richiesta di proseguire), mentre altri usano i numeri con lo stesso significato. Quando non sia possibile utilizzare la voce, ad esempio perché il sub è imbavagliato, si può utilizzare un gesto come segnale di sicurezza (safe signal), a cui si applicano tutte le considerazioni fatte per la parola di sicurezza.
L'uso della parola di sicurezza è stato introdotto nella moderna concezione del sadomasochismo per consentire l'esplorazione dei propri limiti, spingendosi sul confine con una relativa sicurezza. Alcuni superiori (Dom) spingono deliberatamente il sub fino al limite, costringendolo a pronunciare la parola di sicurezza. 
La parola di sicurezza fa parte degli strumenti di gestione del consenso. In senso tecnico esprime la possibilità di ritirare in ogni momento il consenso alla continuazione dell'azione e dal punto di vista legale il rispetto della parola di sicurezza può essere determinante nella valutazione di eventuali danni derivanti dall'azione. La presenza di una parola di sicurezza nel gioco BDSM, responsabilizzando il sub, crea paradossalmente una condizione più dura per la parte sottomessa della sua mancanza, che lascia il Dom unico responsabile del buon andamento del gioco.